# Pupina brenchleyi
Pupina brenchleyi es una especie de molusco gasterópodo de la familia Pupinidae en el orden de los Mesogastropoda.

## Distribución geográfica
Es endémica de Micronesia.  